# Пилотируем маневриращ модул
Пилотируемият маневриращ модул (на английски: Manned Maneuvering Unit, MMU) е апарат за маневриране на астронавти с двигателна тяга, използван от НАСА на три мисии на космическите совалки през 1984 г. ПММ позволява на астронавти да извършват непривързано излизане в открития космос на разстояние от совалката. ПММ е използван на практика да се възвърнат два неизправни комуникационни сателита, Westar VI и Palapa B2. След третата мисия модулът е изведен от употреба. По-малък наследник, Simplified Aid for EVA Rescue (SAFER), е използван за пръв път през 1994 г. и е предназначен за употреба в извънредни случаи.